# Soledad Villamil
Soledad Villamil (La Plata, 19 de juny de 1969) és una actriu i cantant argentina.

## Carrera
Filla d'Hugo Sergio Villamil, metge i Laura Falcoff, periodista. Té dos germans, Camila i Nicolás.
Com a actriu s'ha destacat en cinema, teatre i televisió, guanyant el 2000 el Premi Còndor de Plata a la millor actriu pel seu treball en la pel·lícula El mismo amor, la misma lluvia de Juan José Campanella, i novament el 2010 pel seu paper en la guanyadora de l'Óscar a millor pel·lícula estrangera, El secreto de sus ojos, del mateix director.
Com a cantant ha llançat quatre discos fins al moment, abordant temes de tango i folklore argentí.

## Treballs com a actriu

### Cinema
| Any  | Títol                           | Personatge              | Director/a                       |
| ---- | ------------------------------- | ----------------------- | -------------------------------- |
| 1991 | Vivir mata                      | Amanda                  | Bebe Kamin                       |
| 1993 | Un muro de silencio             | Ana / Laura             | Lita Stantic                     |
| 1997 | La vida según Muriel            | Laura                   | Eduardo Milewicz                 |
| 1997 | El sueño de los héroes          | Clara                   | Sergio Renán                     |
| 1999 | El mismo amor, la misma lluvia  | Laura                   | Juan José Campanella             |
| 2002 | Un oso rojo                     | Natalia                 | Adrián Caetano                   |
| 2004 | No sos vos, soy yo              | María                   | Juan Taratuto                    |
| 2009 | El secreto de sus ojos          | Irene Menéndez Hastings | Juan José Campanella             |
| 2012 | Todos tenemos un plan           | Claudia                 | Ana Piterbarg                    |
| 2013 | ¿Quién mató a Mariano Ferreyra? | Marta (voz)             | Alejandro Rath y Julián Morcillo |
| 2018 | Las grietas de Jara             | Marta Horvath           | Nicolás Gil Lavedra              |
| 2018 | La noche de 12 años             |                         | Álvaro Brechner                  |
| 2019 | Los amores de mi vida           |                         | Marcos Carnevale                 |

### Televisió
| Any       | Títol                                | Personatge                | Canal     | Notes                 |
| --------- | ------------------------------------ | ------------------------- | --------- | --------------------- |
| 1993      | ¿Dónde queda el paraíso?             | Sandra                    |           | Telefilm              |
| 1994-1995 | Montaña Rusa                         | Patricia                  | Canal 13  |                       |
| 1996      | De poeta y de loco                   | Camila Novoa              | Canal 13  |                       |
| 1999-2000 | Vulnerables                          | Cecilia Fusiak            | Canal 13  |                       |
| 2001      | Culpables                            | Adriana                   | Canal 13  |                       |
| 2004      | Locas de amor                        | María Eva Alchouron Doura | Canal 13  |                       |
| 2007      | Televisión por la identidad          | Inés de Sfiligoy          | Telefe    | Episodi 1: "Tatiana"  |
| 2016      | La casa del mar                      | Brenda Larsen             | OnDirecTV | Segona temporada      |
| 2019      | Medusa                               |                           | Telefe    |                       |
| 2019      | El host                              |                           | Fox       | Participació especial |
| 2019      | Argentina, tierra de amor y venganza | Ernestina Alat de Doura   | Canal 13  | Participació especial |

### Teatre
| Any       | Obra                          |
| --------- | ----------------------------- |
| 1991-1992 | Hamlet                        |
| 1994      | El pasado                     |
| 1995      | Museo soporte                 |
| 1995      | Es necesario entender un poco |
| 1997      | Recuerdos son recuerdos       |
| 1998      | Glorias porteñas              |
| 2001      | Los monólogos de la vagina    |
| 2002      | La venganza de Don Mendo      |
| 2002-2003 | Glorias porteñas              |
| 2004      | Matar el pensamiento          |
| 2005      | Ella en mi cabeza             |

## Com a cantant

### Discografia
| Any  | Àlbum                  |
| ---- | ---------------------- |
| 2007 | Soledad Villamil canta |
| 2009 | Morir de amor          |
| 2012 | Canción de viaje       |
| 2017 | Ni antes ni después    |

## Premis i nominacions
Premi Goya
| Any  | Categoria               | Pel·lícula             | Resultat   | Ref.  |
| ---- | ----------------------- | ---------------------- | ---------- | ----- |
| 2010 | Millor actriu revelació | El secreto de sus ojos | Guanyadora | [ 2 ] |

Premi Cóndor de Plata
| Any  | Categoria                    | Pel·lícula                     | Resultat   | Ref.  |
| ---- | ---------------------------- | ------------------------------ | ---------- | ----- |
| 1998 | Millor actriu de repartiment | El sueño de los héroes         | Nominada   | [ 3 ] |
| 2000 | Millor actriu                | El mismo amor, la misma lluvia | Guanyadora | [ 4 ] |
| 2003 | Millor actriu                | Un oso rojo                    | Nominada   | [ 5 ] |
| 2010 | Millor actriu                | El secreto de sus ojos         | Guanyadora | [ 6 ] |

Premis Sur
| Any  | Categoria     | Pel·lícula             | Resultat   |
| ---- | ------------- | ---------------------- | ---------- |
| 2009 | Millor actriu | El secreto de sus ojos | Guanyadora |

Premis CEC
| Any  | Categoria     | Pel·lícula             | Resultat   |
| ---- | ------------- | ---------------------- | ---------- |
| 2010 | Millor actriu | El secreto de sus ojos | Guanyadora |

Premi Konex
| Any  | Categoria                             | Resultat   |
| ---- | ------------------------------------- | ---------- |
| 2001 | Diploma al Mèrit: Actriu de Televisió | Guanyadora |
| 2011 | Diploma al Mèrit: Actriu de Cinema    | Guanyadora |

Premi Martín Fierro
| Any  | Categoria                    | Programa           | Resultat |
| ---- | ---------------------------- | ------------------ | -------- |
| 1996 | Millor actriu de repartiment | De poeta y de loco | Nominada |
| 2000 | Millor actriu                | Vulnerables        | Nominada |

Premi Clarín
| Any  | Categoria                              | Pel·lícula                     | Resultat   |
| ---- | -------------------------------------- | ------------------------------ | ---------- |
| 1999 | Millor actriu en cinema                | El mismo amor, la misma lluvia | Guanyadora |
| 2005 | Millor actriu de repartiment en cinema | No sos vos, soy yo             | Guanyadora |
| 2009 | Millor actriu en cinema                | El secreto de sus ojos         | Guanyadora |

Premi ACE
| Any  | Categoria                | Treball                  | Resultat   |
| ---- | ------------------------ | ------------------------ | ---------- |
| 1997 | Millor actriu de musical | Recuerdos son recuerdos  | Nominada   |
| 2002 | Millor actriu            | La venganza de Don Mendo | Nominada   |
| 2004 | Millor actriu            | Matar el pensamiento     | Guanyadora |

Premi Carlos Gardel
| Any  | Categoria                        | Treball                | Resultat   |
| ---- | -------------------------------- | ---------------------- | ---------- |
| 2008 | Millor àlbum nou de tango        | Soledad Villamil canta | Guanyadora |
| 2010 | Millor artista femenina de tango | Morir de amor          | Ganadora   |

### Reconeixements
- El cinema de la localitat de Carlos Pellegrini porta el seu nom.